# Montaña del Fraile
De Montaña del Fraile is een vulkaan in de Cumbre Vieja-keten in het centrum van het Canarische eiland La Palma.
De top is 1908 m hoog en bestaat uit een sintelkegel met een 100 m diepe krater, de Cráter del Duraznero.

## Vulkanische activiteit
De Montaña del Fraile kende zijn laatste uitbarsting in 1949, samen met de Pico Nambroque en de Volcán de San Juan. De uitbarsting vormde de huidige krater en een lavastroom ten noorden van de vulkaan, de Lavas del Malforada.
De krater ligt op een brede scheur in de Cumbre Vieja, die bij een volgende eruptie of aardbeving aanleiding zou kunnen geven tot een aardverschuiving van het westelijke deel van het eiland.

## Beklimming
De vulkaan ligt op de Ruta de los Volcanes en is te bereiken van de Refugio del Pilar (1455 m), vanuit Mazo el Pueblo of vanuit Tigalate.